# Titularbistum Neapolis in Palaestina
Koordinaten: 32° 13′ 13,8″ N, 35° 15′ 55,9″ O
Neapolis in Palaestina (ital.: Neapoli di Palestina) ist ein Titularbistum der römisch-katholischen Kirche. Es geht zurück auf das frühere Bistum der antiken Stadt Flavia Neapolis in Samaria. Es gehörte der Kirchenprovinz Caesarea in Palaestina an.
| Titularbischöfe von Neapolis in Palaestina |                                                                               |                                                             |                |               |
| Nr.                                        | Name                                                                          | Amt                                                         | von            | bis           |
| 1                                          | Jacques-Paul Martin seit dem 18. Dezember 1986 Titularerzbischof pro hac vice | Präfekt der Präfektur des Päpstlichen Hauses (Vatikanstadt) | 5. Januar 1964 | 28. Juni 1988 |